# Toponymie de Tournai
La toponymie de Tournai est l'étude de l'évolution graphique, de la signification et de l'étymologie du toponyme Tournai.
En raison de sa permanence, un toponyme évolue avec la vie du lieu qu'il définit et s'adapte en fonction des changements de population, de langue ou de pouvoir. Tournai, ville de Belgique se situant aujourd'hui dans la province de Hainaut, est une cité vieille de plus de 2 000 ans. Ce toponyme a donc connu une évolution phonétique permanente au cours des siècles, dont les différentes graphies portent plus ou moins la trace, et sa signification a fait l'objet de diverses études étymologiques plus ou moins sérieuses. À l'instar d'autres toponymes belges, la recherche étymologique consiste principalement en un choix entre une origine celtique, germanique ou latine. La théorie étymologique privilégiée aujourd'hui considère la racine celtique hypothétique *tur- (« hauteur ») comme l'origine du toponyme d’abord pour des raisons philologiques, confortées ensuite par la situation géographique de la localité, en effet le noyau belgo-romain primitif de la cité est situé sur une légère éminence,.
Si la recherche toponymique actuelle s'inscrit surtout dans une démarche scientifique, elle a aussi permis d'appuyer un discours politique par le passé. Dans le cas de Tournai par exemple, une étymologie mythique liées aux origines légendaires de la ville s'est d'abord inscrite au XIIe siècle dans la revendication politico-religieuse d'un diocèse de Tournai pleinement indépendant de celui de Noyon. Le « réveil national belge » du début du XIXe siècle a également encouragé des intellectuels locaux à s'interroger sur les origines de la ville et de son nom.
Du côté de la graphie du toponyme, l'officielle Tournai fait parfois place à la graphie post-médiévale Tournay ou à la forme latine Tornacum (surtout lorsqu'il s'agit de vieillir plus ou moins artificiellement le nom de la ville). Ce phénomène se retrouve notamment dans le monde associatif ou dans le commerce : de l'antiquaire-brocanteur à la marque de bière en passant par le garagiste.

## Évolution historique des graphies
L'évolution de la graphie est un phénomène corrélaire avec les changements démographiques, politiques et sociaux qu'a connu la cité de Tournai.

### Antiquité et haut Moyen Âge: Turnaco, Turnacum, Tornacum

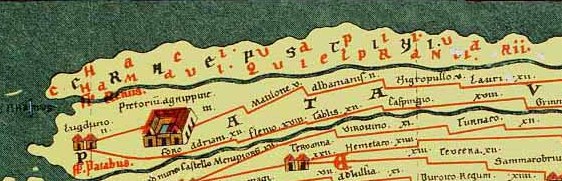
Détail de la table de Peutinger. Tournai (Turnaco) sur la droite.

La plus ancienne mention écrite de Tournai se trouve sur la table de Peutinger où la cité y figure comme station postale sous le nom Turnaco. L'Itinéraire d'Antonin, datant des environs de 280, mentionne la présence de Turnacum.
Sous Dioclétien, la centre administratif de la Ménapie romaine (Civitas Menapiorum) est déplacé de Cassel (Castellum Menapiorum) à Tournai. Le nom de la Civitas devient alors « Civitas Turnacensium ». À la même époque, la Notitia Dignitatum (in partibus occidentis) mentionne la présence d'une garnison tournaisienne (numerus Turnacensium) stationnée dans l'actuelle Lympne, près de Douvres en Angleterre,. La Notice des Gaules (Notitia Galliarum en latin) datant de la fin du IVe siècle fait également allusion à un procurator gynaecii (fabrique d'équipements militaires impériaux) dans la Civitas tornacensis qui se trouve elle-même en Belgique seconde.
Une version avec un « h » a également existé dans l'« Histoire des Francs » du chroniqueur médiéval Grégoire de Tours aujourd'hui considéré comme le « Père de l'Histoire de France » : « Thornaco » et « Thornacensis » y sont utilisés au même titre que « Tornacum » et « Turnacensis ».

### Bas Moyen Âge: Tornai, Tornay
Frédéric Hennebert signale que « Tornai » est la notation la plus utilisée dans les archives de langue romane les plus vieilles de la ville de Tournai (datant du XIIIe siècle). Le document le plus vieux en langue romane retrouvé par celui-ci est une charte de 1223 et débute comme ceci :
« Ce sacent cil hi sunt et ki avenir sunt que li glize de Tornai d'une part, [...] »
L'analyse du reste des documents de langue romane du même dépôt indique que la graphie « Tornai » était généralisée et utilisée « à peu près invariablement » au cours du XIIIe siècle. Il ajoute cependant en note de bas de page que la graphie « Tournai » est également utilisée (notamment dans un testament de l'an 1200 et qu'il n'a retrouvé qu'une seule fois l'utilisation d'un « y ».

### Temps modernes: Tournay, Tournaÿ
D'après l'étude des archives de la Ville de Tournai, Frédéric Hennebert établit que le y se substitue au i à partir de la fin du XIII

### Le pays de Tournai ou «Tournaisis»
Le « Tournaisis », qui signifie le « pays de Tournai », s'est traduit au travers des siècles par un territoire plus ou moins grand et a connu des graphies variées. Son origine est gallo-romaine et se rattache au concept de « pagus » ou pays qui désigne une unité territoriale gallo-romaine inférieure à celle de la civitas puis, à l'époque médiévale, une subdivision territoriale (proche du canton contemporain) souvent intégrée dans un comté.
Le vocable de pagus s'est maintenu jusqu'au Xe siècle : successivement « pagus Tornacensi », « pagus Turnacense », « pagus Tornacinse », « pagus Tornacensis » et « pagus Tornacense ».
Si la graphie s'est aujourd'hui stabilisée, la réalité que recouvre l'appellation est aussi floue que ses frontières puisqu'elle peut aussi bien désigner l'entité de Tournai (c'est-à-dire la commune de Tournai) que le territoire assez grand de l'« Intercommunale de Développement du Tournaisis » (IDETA) qui regroupe 24 communes : Antoing, Ath, Belœil, Bernissart, Brugelette, Brunehaut, Celles, Chièvres, Ellezelles, Enghien, Flobecq, Frasnes-lez-Anvaing, Hensies, Jurbise, Lens, Lessines, Leuze-en-Hainaut, Mont de l'Enclus, Pecq, Péruwelz, Rumes, Silly, Soignies et Tournai. En effet, les atouts touristiques des communes concernées (à l'exception de Hensies, Jurbise, Lens et Soignies) étaient signalés par de larges panneaux autoroutiers marqués de la légende « Tournaisis » avant que l'intercommunale n'actualise la signalétique en utilisant le concept de « Wallonie picarde » à partir de juin 2009,.

## Théories étymologiques
En résumé, les recherches étymologiques les plus récentes renvoient à des origines celtes/gauloises/gallo-romaines : la racine « turno- » signifiant « hauteur » et le suffixe localisant « -acos » seraient les éléments étymologiques expliquant le toponyme « Tournai ». Une influence antérieure est toutefois défendue par certains chercheurs tels que Maurits Gysseling qui propose une origine germanique ou Jean Loicq qui suggère une racine pré-celtique du radical *tur-.

### Les hypothèses actuelles

#### Du celtiqueturno-signifiant «hauteur»
Dans un ouvrage de référence consacré au vocabulaire gaulois, Xavier Delamarre attribue le toponyme Tournai comme venant directement du gaulois turno- signifiant « hauteur ». Jean Loicq identifie la même racine celtique tur- (parfois tul-) signifiant « hauteur naturelle » que le celtique ancien a transformé en turno- mais qui remonte à un radical hypothétique radical *tur- d'un idiome pré-celtique inconnu que les Celtes auraient adoptés en lui adjoignant le suffixe -no-. Le suffixe celtique -acum prouverait cependant que le toponyme Turnâcum ne s'applique pas à un établissement d'origine préhistorique dénommé de tout temps par le radical *tur-.
La théorie de Delamarre est également avancée par Daniel Blampain qui explique que le toponyme latinisé Turnacum a pour origine la racine celtique turn- signifiant « hauteur » et qu'il s'applique au quartier de la Loucherie où l'on a retrouvé les plus anciennes traces de présence humaine de la cité. L'auteur rappelle cependant la théorie de Maurits Gysseling soutenant que la Belgique actuelle — à l'exception de l'Ardenne — était déjà partiellement germanisée avant l'arrivée des Romains : les toponymes préhistoriques auraient subi une influence germanique.

### Historique de la recherche étymologique

#### Les monnaies «durnaciennes»
L'origine de pièces de monnaie gallo-romaines frappées au nom de « DURNACUS » a fait l'objet d'une polémique durant le XIXe siècle entre ceux qui l'attribuaient à la ville de Tournai et ceux qui l'attribuaient à une ville du territoire éburon ou éduen.
Un collectionneur et spécialiste de l'époque, le marquis Roger de Lagoy, attribue ces pièces à Tournai comme il attribue à Verdun celles portant « VIRODU » et aux Éburons celles portant la légende « EBURO ». Ce classement se conforme au « concert presque unanime » sur la question mais des analyses contraires vont apparaître lorsque le marquis de Lagoy révèle les principaux lieux de découverte. En effet, ces pièces ne sont retrouvées qu'en très faibles quantités dans le nord de la Gaule alors même qu'elles y sont classées ; les principales découvertes se font au contraire dans le midi où on les retrouve en masse.
Jean-Baptiste-Bonaventure de Roquefort reprend cette théorie en 1829 dans son Dictionnaire étymologique de la langue françoise : 
« Tournai, ville de Flandre. Du latin Tornacum ou Turnacum, formé de son nom belge Dornick ; ce qui se rapporte à la légende Dornakos, qu'on trouve sur quelques anciennes monnoies d'argent frappées dans cette ville,. »
Dans sa Description des médailles gauloises faisant partie des collections de la bibliothèque royale de 1846, Adolphe Duchalais défend l'idée selon laquelle ces pièces doivent être attribuées à une localité du nom de Durnacus située dans le territoire éburon en soulignant que les affixes « dur » et « acum » sont extrêmement fréquents dans les mots d'origine celtique et que Tournai n'est en aucun cas le seul endroit de Gaule qui se soit nommé Tornacum ou Durnacum puisque durum signifie « cours d'eau » et acum se traduit par « habitation ».
Dans un article de 1865 consacré aux monnaies gallo-romaines attribuées à Tournai et paru dans le 11e tome des « Bulletins de la Société Historique et Littéraire de Tournai », le Comte Georges de Nédonchel défend l'hypothèse tournaisienne de ce qu'il appelle « une nouvelle attaque contre l'opinion que nous défendons » venant de l'édition de 1863-1864 de la Revue numismatique française. Il avance notamment l'ancienneté de la ville de Tournai et la possibilité pour ses chefs de battre monnaie et souligne que les adversaires de l'origine tournaisienne ne savent prouver l'existence d'un lieu nommé Durnacum et que les lieux supposés avoir vu fabriquer ces pièces n'ont pas qualité pour les revendiquer. Il reconnait cependant la validité de l'objection principale à l'hypothèse tournaisienne : on retrouve ces pièces beaucoup plus fréquemment dans la partie centrale de la Gaule plutôt que dans le nord de la France ou en Belgique. Il invoque cependant le fait que les découvertes de ce type en Belgique sont souvent de piètre conservation et fortement oxydées à cause de la forte humidité du sol,  ainsi que le soutien de nombreux intellectuels à l'origine tournaisienne.
Aujourd'hui, ces pièces sont sans conteste attribuées à la vallée du Rhône et il ne fait désormais aucun doute que les légendes portées sur ces monnaies sont les noms des chefs qui patronnaient ces émissions.

#### Du celtique*tursignifiant «tour» et*icksignifiant «eau»
Sur base du dictionnaire celtique de Rostrenen, Alexandre-Guillaume Chotin Chotin abandonne l'étymologie germanique au profit d'une l'étymologie celtique dans un mémoire d'étymologie de 1857 même si l'explication étymologique reste la même (voir ci-dessous) : 
« Son étymologie vient de tur « tour » et ick « eau », deux mots celtiques qui signifieraient « forteresse sur eau », c'est-à-dire « sur le Scald », Scaldis étant l'Escaut (Voy. dic. celtiq. de Rostrenen.). »

Cette théorie étymologique est reprise par Bozière dans son livre Tournai ancien et moderne en 1864 : 
« Le nom de Tournai ou Tournay, car on écrit les deux, dérive des radicaux celtiques, tur, tour, et ick ou ac, eau, (Chotin, Études étymologiques sur les noms des villes, villages et hameaux de la province de Hainaut, 1857). De Tur-ick ou Tur-ac, qui signifie tour ou forteresse sur l'eau, les latins ont fait Turnacum ou Tornacum, devenu Tornai en Roman, et finalement Tournai, Doornick en flamand. »

### Origine romaine

#### Turris Nervium, Turris Nerviorum ou Turris Neronis
Dans son ouvrage Histoire de Tournai et du Tournésis (1840), Alexandre-Guillaume Chotin relève l'existence de deux théories sur une origine étymologique latine :
« Tournai était la capitale de cet état indépendant, c'est aujourd'hui un fait incontestable. Quant à son étymologie, d'anciens mémoires portent que cette ville étant tombée en ruine par le saccagement des Romains, et la désertion de ses habitans depuis sa conquête par Jules César, fut réparée sous l'Empire de Néron par un gouverneur appelé Guntianus, et qu'il y fit bâtir une tour, dont la ville prit le nom : Turris Neronis. D'autres historiens estiment qu'une vieille tour lui aura donné son nom joint à celui du peuple, dont elle était la capitale : Turris Nerviorum. »
Si Chotin réfute rapidement ces théories qui, selon lui, rendent bien la prononciation francophone de son temps mais « ne rend(ent) nullement celle de Turnacum ou Tornacum, nom sous lequel notre cité était connue dès le milieu du IIe siècle, sous l'Empire d'Antonin ». Il considère qu'un nom tel que Turris Neronis aurait été perpétué grâce à la mise en usage par les Romains comme il l'ont fait pour Aurelianum (Orléans), Aquae Sextiae (Aix-en-Provence), Colonia Agrippinae (Cologne), Forum Julii (Fréjus), Caesaraugusta (Saragosse), Caesarodunum (Tours). Et comme il défend l'idée que Tournai existait avant l'arrivée des Romains, il estime que le nom doit avoir une origine tudesque (c'est-à-dire germanique).

### Origine germanique

#### Ascendance thuringe
Dans Bijdragen voor vaderlandsche geschiedenis en oudheidkunde (1842), Nicolas Japikse émet l'hypothèse que le nom de Tournai provient d'une ascendance thuringe:
« Il ne nous semblerait pas étrange (comme l'affirme MULLER), que les occupants de la Thoringia (Thuringie), du temps des invasions des tribus franques en Belgique, aient voyagé avec ceux-ci et qu'ils se soient là graduellement intégrés aux Francs. (Dans les mots Turnhout, Tournay ou Doornik, Dour, existe peut-être une trace de leur nom, bien que l'on ne puisse en être sûr. Le fameux château des Rois Francs, Dispargum, se trouvait également là dans leur territoire.),, »

C. Van der Elst, dans un article nommé Notice ethnographique où il fait la démonstration des origines germaniques du peuple belge, parle également des Thoringi étant la nation qui peupla la Belgique mais explique la première division qui s'opéra parmi ceux-ci et qui donna naissance notamment aux Ménapiens :
« C'était au midi de la bifurcation du Rhin que nous trouvons les Ménapiens établis primitivement. Les Tenchtres et les Usipètes, c'est-à-dire ceux de Dechteren et de Weesep, les chassèrent de leur demeures, et les refoulèrent au-delà de l'Escaut, où ils s'étaient déjà fixés. César les y connait ; les premiers siècles du Moyen Âge les y signalent encore, et Ménin nous rappelle leur nom qui, selon Alting, signifie associés, confédérés. Les noms topographiques Gent et Doornik se reproduisent près des rivières où l'histoire nous les montre (Genderongen-Doornik (de). — Genderich (de) et Doornik. — Gent et Doornik, localités près du Rhin et du Wahal. — Enfin Gand et Tournai. — Voyez ALTING, Notitia, vox Menapii.). Leur association aurait-elle eu pour but la navigation? Ptolémée connait des Ménapiens sur la côte d'Irlande, vers Wicklow. »

#### Étymologie tudesque ou germanique
Selon les théories étymologiques privilégiant une origine tudesque (c'est-à-dire germanique), Tournai proviendrait de Dornyk ou Doornyk. Sa signification n'est cependant pas unanime.
Vers 1797, Grigny dérive Tornacum du germanique thorn signifiant « montagne », « colline », « élévation de terre », « tombeau » tandis que Wächter mentionne en 1737 que le germanique torn signifiant « montagne » est un mot extrêmement ancien que l'on retrouve dans toutes les langues aussi bien orientales qu'occidentales.
Ainsi, Adrien Alexandre Marie Hoverlant de Beauwelaere déclare en 1805 que Doornyk signifie « Voici l'ishme » en tudesque et aurait comme origine le fait que la ville n'était développée que d'un seul côté de l'Escaut et qu'elle était entourée d'un fossé vraisemblablement rempli d'eau.

Chotin se positionne également en faveur en 1840 (même s'il privilégie ensuite une étymologie celtique en 1857) :
« [...]car c'est à un pont sur le vieux Scalt que Tournai doit son nom. En effet Dur ou Tur signifie en tudesque, comme le mot grec thùra, comme le mot hollandais et flamand deur, une porte, un passage, et par extension un pont ; et ac, aek, yk signifie eau. Ainsi Tur-in-ac et par syncope Turnac, que les tudesques prononçaient Deurnyk, veut dire porte-sur-eau. »
En 1857, dans le Navorscher, un journal scientifique où l'on répond aux questions des lecteurs, une théorie étymologique rapprochant le « doorn » de Doornik du mot néerlandais « boom » (qui signifie « arbre » en français) est écartée pour privilégier le mot néerlandais « doorn » qui est l'équivalent du gotique « dorn », du vieux-saxon « thaurnus » et de l'anglais « thorn » (qui signifient tous « épine » en français),.

### Théories anecdotiques
- Nom dû au nombre de ses tours :

Dans son Histoire générale de Pays-Bas, Jean-Baptiste Chrystin suggère en 1743 que Tournai doit son nom aux nombreuses tours qu'on y voyait au temps où la ville était la capitale des Nerviens.
Adrien Alexandre Marie Hoverlant de Beauwelaere relaie cette opinion et écrit en 1805 que, selon certaines personnes, le nom de « Tournay » aurait pour origine Tornacum à cause du nombre important de tours que possèdent la ville. Il juge cependant cette hypothèse comme improbable.

## Évolution de la prononciation
La prononciation ne semble pas avoir été abordée en détail par les différents auteurs car seul Frédéric Hennebert a traité de cet objet en s'attardant sur la prononciation de la graphie médiévale « Tornai ». Après avoir souligné que l'orthographe du XIIe siècle fait preuve d'une grande simplicité, celui-ci développe l'idée selon laquelle la finale « ai » de « Tornai » n'est ni une « voyelle composée », ni une diphtongue, puisqu'il s'agit selon de concepts alors inconnus, mais deux voyelles prononcées séparément. Il cite quelques exemples tels que la graphie « traire » du verbe trahir ou la graphie « laic » du substantif laïc, à la suite de quoi il défend l'idée que « Tornai » se prononce en trois syllabes Tor-na-i. Il présente ensuite ce qu'il nomme un argument plus concluant en citant la « Chronique rimée » (datant des alentours de 1242) du chroniqueur et évêque de Tournai Philippe Mouskes :
« Tornai fut d'ancisserie
Dame de si grant signorie
Dame de si grant seuretés
Qu'ot VI vint catiaus que cités. »
 Les vers ne sont réguliers qu'en respectant le mètre octosyllabique : « Tornai » serait donc alors composé des trois syllabes Tor-na-i. Selon les règles orthographiques actuelles concernant les textes médiévaux, il faudrait utiliser un tréma sur le i afin de marquer la diérèse.
Dans la langue locale, le tournaisien, Tournai se prononce actuellement comme en français mais Frédéric Hennebert souligne en 1853 qu'« il serait possible de retrouver encore dans le patois le son très peu affaibli de la diphtongue aï de Tournai ».

## Historiographie

### Chronologie non exhaustive des publications ayant traité du sujet
- 1805 : Essai chronologique pour servir à l'histoire de Tournay d'Adrien Alexandre Marie Hoverlant de Beauwelaere.
- 1829 : Dictionnaire étymologique de la langue françoise de Jean-Baptiste-Bonaventure de Roquefort, Tome II.
- 1840 : Histoire de Tournai et du Tournésis de Alexandre-Guillaume Chotin.
- 1853 : « Essai historico-philologique sur le nom de Tournai » de Frédéric Hennebert in Mémoires de la Société historique et littéraire de Tournai, Tome I.
- 1857 : « Mémoire sur l'étymologie historique et l'orthographe des noms des villes, bourgs et hameaux de la province de Hainaut » de Alexandre-Guillaume Chotin in Mémoires et publications, IIe série, Tome IV.
- 1864 : Tournai Ancien et Moderne de Aimé-François-Joseph Bozière.
- 1997 : Le français en Belgique de Daniel Blampain.
- 2003 : « La toponymie ou science des noms de lieux. Son application au patrimoine celtique de l'Ardenne » de Jean Loicq in Folia Electronica Classica no 5.
- 2004 : « Tournai, une ville fondée par un soldat de Tullus Hostilius ? À propos des origines légendaires de la cité des Cinq clochers » d'Isabelle Glorieux in Folia Electronica Classica no 8.
- 2005 : Dictionnaire des noms de lieux en Wallonie et à Bruxelles de Jean-Jacques Jespers.
- 2008 : Dictionnaire de la langue gauloise de Xavier Delamarre.

### Querelle autour du «i» ou «y» final
Au cours du XIXe siècle, on vit s'affronter deux camps sur l'orthographe du nom de la ville : « Tournai » et « Tournay ». La querelle semble avoir été assez vive car Frédéric Hennebert présente la terminaison en « y » comme une néographie étrange et bizarre appelée à torturer les futurs philologues par l'alliance de l'ignorance, de l'inattention et du caprice même s'il précise que les partisans du y sont de plus en plus rares. Hennebert défend la terminaison en -ai car c'est elle qui a succédé à l'antique terminaison en -acum pour tous les autres toponymes. Selon lui, le y commence à supplanter le i final à partir de la fin du XIIIe siècle et l'engouement pour cette graphie va croissant jusqu'à la fin du XVIIe siècle.
Aujourd'hui, il arrive encore que la graphie Tournay soit utilisée afin de donner un caractère ancien : l'un des meilleurs exemples étant la Brasserie de Cazeau utilisant la vieille recette de bière de l'Abbaye Saint-Martin de Tournai et appelant sa bière « Tournay »,. Outre une utilisation officieuse, le y est également utilisé dans l'abréviation du nom de la ville : « TY » qui se prononce « t - i ».

### Genèse de la frontière linguistique entre parlers gallo-romains et germaniques
Les recherches toponymiques de Tournai touchent de près à la problématique de la frontière linguistique et au discours historico-politique qui s'y rattache. À ce propos, plusieurs questions historiques se sont posées lors de l'étude toponymique :
- La mobilité de la frontière linguistique : Tournai peut-elle être un toponyme germanique en terre romane?
- La germanité de certaines tribus belges : Tournai est-elle ménapienne ou nervienne? L'idiome de ces tribus étaient-ils germanique ou celtique?
- L'influence des invasions germaniques : Si le toponyme est d'origine germanique, est-il antérieur à l'occupation romaine ou dû à l'arrivée des Francs?

Le traitement de certaines de ces questions fut déformé par le nationalisme romantique et ce n'est que depuis le début du XXe siècle que les études revoient et corrigent cette déformation. Adriaan Bredero cite notamment la thèse aujourd'hui contestée de l'historien allemand Franz Petri (de) qui désirait prouver par ses recherches que la frontière linguistique avait pour origine l'occupation franque des Pays-Bas méridionaux et de la France. D'une part parce que les suffixes toponymiques soulignés par Petri sont identifiés comme ultérieurs aux invasions franques par Walther von Wartburg. D'autre part parce que Charles Verlinden affirme que la frontière linguistique ne commence à exister réellement que plusieurs siècles plus tard et que les territoires au nord de la dite frontière ne sont quasiment pas peuplés au Ve siècle.
Parmi les études précédant le XXe siècle figure notamment le « Mémoire sur la démarcation des langues flamandes et wallonnes d'une partie de la Belgique » écrit par Jean-Joseph Raepsaet en 1807,. Si l'auteur y décrit le débat sur les origines germaniques ou gauloises des tribus de Gaule belgique ainsi que celui sur la colonisation des terres nerviennes par des gaulois du sud, il s'attarde également sur le débat de la langue originelle de la « nation » tournaisienne et sur le débat des origines ménapiennes et/ou nerviennes de la cité. Il explique donc que, selon lui, quelque ait pu être l'origine et la langue des premiers tournaisiens, il est très probable que la ville se soit latinisée durant plus de cinq siècles de domination romaine. Cette latinisation serait donc selon Raepsaet alors à l'origine des parlers romans de cette châtellenie flamande qu'était le Tournaisis et compare cette hypothèse à la francisation de la Flandre française après la conquête de cette province par Louis XIV.